# (146) Lucina
(146) Lucina ist ein Asteroid des mittleren Hauptgürtels, der am 8. Juni 1875 vom französischen Astronomen Alphonse Louis Nicolas Borrelly am Observatoire de Marseille entdeckt wurde.
Der Asteroid wurde benannt nach Lucina, der römischen Göttin der Wehen und der Geburt.

## Wissenschaftliche Auswertung
Mit Daten radiometrischer Beobachtungen im Infraroten am Cerro Tololo Inter-American Observatory in Chile von 1974 wurden für (146) Lucina erstmals Werte für den Durchmesser und die Albedo von 141 km und 0,03 bestimmt. Aus Ergebnissen der IRAS Minor Planet Survey (IMPS) wurden 1992 Angaben zu Durchmesser und Albedo für zahlreiche Asteroiden abgeleitet, darunter auch (146) Lucina, für die damals Werte von 132,2 km bzw. 0,05 erhalten wurden. Eine Auswertung von Beobachtungen durch das Projekt NEOWISE im nahen Infrarot führte 2011 zu vorläufigen Werten für den Durchmesser und die Albedo im sichtbaren Bereich von 131,8 km bzw. 0,05. Ein Vergleich von Daten, die von 1978 bis 2011 an der Sternwarte Ondřejov in Tschechien und am Table Mountain Observatory in Kalifornien gesammelt wurden, mit den Daten von NEOWISE führte 2012 zu Werten für den Durchmesser und die Albedo von 131,9 km bzw. 0,05. Nachdem die Werte nach neuen Messungen mit NEOWISE 2012 auf 160,3 km bzw. 0,04 korrigiert worden waren, wurden sie 2014 auf 124,1 km bzw. 0,06 geändert. Nach der Reaktivierung von NEOWISE im Jahr 2013 und Registrierung neuer Daten wurden die Werte 2015 zunächst mit 113,1 km bzw. 0,05 angegeben und dann 2016 korrigiert zu 124,4 km bzw. 0,04, diese Angaben beinhalten aber alle hohe Unsicherheiten. Eine Untersuchung von 2020 bestimmte aus Sternbedeckungen durch (146) Lucina einen Durchmesser von 124,9 ± 4,8 km.

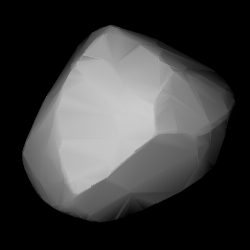
Berechnetes 3D-Modell von (146) Lucina

Photometrische Beobachtungen von (146) Lucina fanden erstmals statt am 15. und 16. September 1979 am Cerro Tololo Inter-American Observatory in Chile. Zusammen mit Messungen vom 29. September bis 28. Oktober 1979 am Table Mountain Observatory in Kalifornien konnte eine Lichtkurve erstellt werden, aus der eine Rotationsperiode von 18,54 h bestimmt wurde. Weitere Beobachtungen am Table Mountain Observatory vom 15. Dezember 1980 bis 1. Februar 1981 konnten den Wert auf 18,557 h verbessern. Diese Rotationsperiode wurde auch durch photometrische Beobachtungen vom 2. bis 6. September 1992 am La-Silla-Observatorium in Chile bestätigt.
Aus archivierten Daten des Uppsala Asteroid Photometric Catalogue (UAPC) wurden in einer Untersuchung von 2009 für (146) Lucina Gestaltmodelle mit zwei alternativen Positionen für die Rotationsachse mit retrograder Rotation und eine Rotationsperiode von 18,5540 h bestimmt. Mit zwei hochaufgelösten Aufnahmen mit dem Adaptive Optics (AO)-System am Teleskop II des Keck-Observatoriums auf Hawaiʻi im Infraroten vom 17. Juli 2005 und 28. Juni 2010 wurde in einer Untersuchung von 2013 eine der zuvor bestimmten Rotationsachsen zurückgewiesen und für die andere ein äquivalenter Durchmesser des Asteroiden von 119 ± 11 km abgeleitet.
Mit dem neuen Algorithmus All-Data Asteroid Modeling (ADAM) konnte dann 2017 ein Gestaltmodell erstellt werden, das alle verfügbaren photometrischen, photographischen und sternbedeckungsbasierten Daten gut reproduziert. Die bereits zuvor bestimmte Lage der Rotationsachse konnte bestätigt werden, während für die Rotationsperiode ein Wert von 18,5539 h und für den Durchmesser ein Wert von 131 ± 15 km bestimmt wurde. Im Jahr 2023 wurde aus photometrischen Messungen von Gaia DR3 erneut ein dreidimensionales Gestaltmodell des Asteroiden für eine Rotationsachse mit retrograder Rotation und einer Periode von 18,5563 h berechnet.

## Möglicher Satellit
Anlässlich einer Sternbedeckung durch (146) Lucina am 18. April 1982 konnte an der Außenstelle Meudon des Pariser Observatoriums ein kurzer Einbruch in der Lichtkurve beobachtet werden, obwohl man sich außerhalb der Schattenlinie befand. Es wurde daraus geschlossen, dass (146) Lucina möglicherweise von einem Satelliten von mindestens 5,7 km Größe in einem projizierten Abstand von 1600 km umrundet wird. Am 5. und 6. Mai 1991 wurde am McDonald-Observatorium in Texas das Feld um (146) Lucina beobachtet, um einen möglichen Satelliten zu finden. Es konnte kein Objekt mit einem Radius größer als 600 m außerhalb eines Abstands von etwa 3000 km zum Asteroiden gefunden werden. Bei einer Beobachtung am 6. Oktober 1993 mit der Wide-Field/Planetary Camera (WFPC1) an Bord des Hubble-Weltraumteleskops wurde ebenfalls kein Begleiter des Asteroiden festgestellt. Die Existenz eines solchen konnte aber weder bejaht noch verneint werden. Beobachtungen zwischen 1998 und 2000 am Observatoire de Haute-Provence in Frankreich wurden astrometrisch ausgewertet, um Hinweise auf periodische Bahnveränderungen von (146) Lucina festzustellen, die durch einen Begleiter verursacht worden wären. Obwohl man erste Hinweise darauf finden konnte, wurden weitere Beobachtungen als notwendig erachtet.